# Aanval op Oekraïne door Rusland op 8 juli 2024
In de ochtend van 8 juli 2024 voerden Russische troepen, als onderdeel van de in februari 2022 begonnen invasie van Oekraïne, opnieuw een massale raketaanval uit op dat land. Er werden ongeveer 40 raketten van verschillende typen gelanceerd. Rusland viel Kiev, Dnipro, Kryvy Rih, Kramatorsk, Slovjansk en Pokrovsk aan.
In het bijzonder trof Rusland in de Oekraïense hoofdstad Kiev het ziekenhuis Ochmatdit, het grootste kinderziekenhuis van Oekraïne, waar op dat moment 627 kinderen verbleven. In Kryvy Rih werden 11 mensen gedood en raakten ongeveer 30 mensen gewond, waarvan 10 ernstig, door een aanval op een administratief gebouw van een mijnbouwbedrijf.
In totaal kwamen 42 Oekraïense burgers om het leven bij de raketaanvallen van die dag, waaronder vier kinderen. Nog eens 190 mensen raakten gewond, waaronder 13 kinderen.

## Voorgeschiedenis
De aanval vond plaats een dag voor de driedaagse NAVO-top in Washington D.C., waar westerse leiders Oekraïne zouden verzekeren van "onwankelbare steun" aan Kiev.

## Verloop van de raketaanval
Rond 03:00 werd in heel Oekraïne luchtalarm afgekondigd, nadat de Russische strijdkrachten vier Ch-101-raketten vanuit de oblast Saratov op Oekraïens grondgebied hadden gelanceerd (waarvan er drie werden neergehaald) en vanuit de Krim en de oblast Koersk twee ballistische Iskander-M-raketten.
Rond 10:00 werd opnieuw grootschalig luchtalarm afgekondigd in heel Oekraïne, nadat Oekraïense media meldden dat Russische raketten het Oekraïense luchtruim waren binnengekomen. Het belangrijkste doelwit van de Russische aanval was Kiev. Volgens Oekraïense gegevens namen minstens zes Toepolev Tu-95-raketdragers met Ch-101-raketten en twee MiG-31-vliegtuigen met "Kinzjal"-raketten deel aan de aanval. In de tweede golf van aanvallen werden een "Kinzjal"-raket, een 3M22 "Zircon"-raket, 14 3M-54 Kalibr kruisvluchtwapens, vier Iskander-M-raketten, 13 Ch-101-kruisvluchtwapens, twee Ch-22-raketten en drie Ch-59/Ch-69-raketten gelanceerd. Volgens het Instituut voor Oorlogsstudies schoot de Oekraïense luchtverdediging in de eerste golf van aanvallen twee Ch-101-raketten neer, een Ch-47-raket, 11 Ch-101-raketten, drie Iskander-raketten, 12 "Kalibr"-kruisvluchtwapens en drie Ch-59/69-raketten in de tweede serie aanvallen.